# Бронзов Іван Лаврентійович
Іван Лаврентійович Бронзов (справжнє прізвище — Єгоров; 1896-1963) — радянський та український оперний співак (баритон). Народний артист Української РСР (1946). Лауреат Сталінської премії другого ступеня (1952). Член ВКП(б) з 1949.

## Біографія
І. Л. Єгоров народився 7 березня 1896 в Катеринославі (нині - Дніпро). У 1925 закінчив Центральний технікум театрального мистецтва в Москві, де займався у М. А. Дубровської. У 1924-1925 виступав на сцені «Вільної опери» (колишній Оперний театр Зіміна). Соліст Київського (1925-1934), Одеського (1934-1935), Дніпропетровського (1935-1944), Харківського оперних театрів (1944-1959). Виступав як концертний співак. І. Л. Бронзов помер 20 лютого 1963 в Харкові.

## Оперні партії
- «Князь Ігор» О. П. Бородіна — князь Ігор
- «Борис Годунов» М. П. Мусоргського — Борис Годунов
- «Чародійка» П. І. Чайковського — Князь
- «Демон» А. Г. Рубінштейна — Демон
- «Царська наречена» Н. А. Римського-Корсакова — Василь Кальна
- «Ріголетто» Дж. Верді — Ріголетто
- «Тоска» Дж. Пуччіні — Скарпіа
- «Піднята цілина» І. І. Дзержинського — Нагульнов
- «В бурю» Т. М. Хрєнников — Лістратов
- «Богдан Хмельницький» К. Ф. Данькевича — Богдан Хмельницький